# Michihiko Hachiya
Michihiko Hachiya|蜂谷道彦 (1903, Okayama, Japón - 1980) fue un médico japonés que sobrevivió el estallido atómico en Hiroshima en 1945.
Sobreviviente de la explosión atómica, escribió el Diario de Hiroshima.